# Baustellenverkehr
Unter dem Begriff Baustellenverkehr werden sämtliche Verkehrsabläufe innerhalb einer Baustelle zusammengefasst. Es kann dabei unterschieden werden zwischen Personen- und Fahrzeugverkehr. Personenverkehr tritt überwiegend zwischen Arbeitsstätte, Lager bzw. Magazin und sozialen Einrichtungen auf. Fahrzeugverkehr entsteht in erster Linie, wenn Baustoffe oder Bauhilfsstoffe (beispielsweise Schalungsteile) auf die Baustelle geliefert werden, dort transportiert werden oder abgefahren werden.
Meist werden insbesondere auf größeren Baustellen die Abläufe des Baustellenverkehrs im Rahmen der Arbeitsvorbereitung geplant und entsprechende Verkehrswege angelegt. Dazu zählen beispielsweise Gerüste und Treppen sowie Fußwege und Baustraßen. Auf diese Weise wird ein sicherer und effizienter Verkehrsablauf gewährleistet. Insbesondere für den Fahrzeugverkehr werden häufig Verkehrsregelungen und Fahrordnungen, die sich an der Straßenverkehrsordnung orientieren, aufgestellt und in die Baustellenordnung aufgenommen. 